# Episodi di The Blacklist (quinta stagione)
La quinta stagione della serie televisiva The Blacklist è trasmessa in prima visione assoluta negli Stati Uniti da NBC dal 27 settembre 2017 al 16 maggio 2018.
In Italia la stagione è stata trasmessa in prima visione da Fox Crime, canale a pagamento della piattaforma satellitare Sky, dal 3 novembre 2017 al 15 giugno 2018.
| nº | Titolo originale                   | Titolo italiano                      | Prima TV USA      | Prima TV Italia  |
| -- | ---------------------------------- | ------------------------------------ | ----------------- | ---------------- |
| 1  | Smokey Putnum (No. 30)             | Smokey Putnum (No. 30)               | 27 settembre 2017 | 3 novembre 2017  |
| 2  | Greyson Blaise (No. 37)            | Greyson Blaise (No. 37)              | 4 ottobre 2017    | 10 novembre 2017 |
| 3  | Miss Rebecca Thrall (No. 76)       | Rebecca Thrall (No. 76)              | 11 ottobre 2017   | 17 novembre 2017 |
| 4  | The Endling (No. 44)               | Il finalizzatore (No. 44)            | 18 ottobre 2017   | 17 novembre 2017 |
| 5  | Ilyas Surkov (No. 54)              | Ilyas Surkov (No. 54)                | 25 ottobre 2017   | 24 novembre 2017 |
| 6  | The Travel Agency (No. 90)         | L'agenzia di viaggi (No. 90)         | 1º novembre 2017  | 1º dicembre 2017 |
| 7  | The Kilgannon Corporation (No. 48) | The Kilgannon Corporation (No. 48)   | 8 novembre 2017   | 8 dicembre 2017  |
| 8  | Ian Garvey (No. 13)                | Ian Garvey (No. 13)                  | 15 novembre 2017  | 15 dicembre 2017 |
| 9  | Ruin                               | Rovina                               | 3 gennaio 2018    | 16 marzo 2018    |
| 10 | The Informant (No. 118)            | L'informatore (No. 118)              | 10 gennaio 2018   | 23 marzo 2018    |
| 11 | Abraham Stern (No. 100)            | Abraham Stern (No. 100)              | 17 gennaio 2018   | 30 marzo 2018    |
| 12 | The Cook (No. 56)                  | Il cuoco (No. 56)                    | 31 gennaio 2018   | 6 aprile 2018    |
| 13 | The Invisible Hand (No. 63)        | La mano invisibile (No. 63)          | 7 febbraio 2018   | 13 aprile 2018   |
| 14 | Mr. Raleigh Sinclair III (No. 51)  | Mister Raleigh Sinclair III (No. 51) | 28 febbraio 2018  | 20 aprile 2018   |
| 15 | Pattie Sue Edwards (No. 68)        | Pattie Sue Edwards (No. 68)          | 7 marzo 2018      | 27 aprile 2018   |
| 16 | The Capricorn Killer (No. 19)      | Il killer del capricorno (No. 19)    | 14 marzo 2018     | 4 maggio 2018    |
| 17 | Anna-Gracia Duerte (No. 25)        | Anna-Gracia Duerte (No. 25)          | 4 aprile 2018     | 11 maggio 2018   |
| 18 | Zarak Mosadek (No. 23)             | Zarak Mosadek (No. 23)               | 11 aprile 2018    | 18 maggio 2018   |
| 19 | Ian Garvey: Conclusion (No. 13)    | Ian Garvey (No. 13): conclusione     | 25 aprile 2018    | 25 maggio 2018   |
| 20 | Nicholas T. Moore (No. 110)        | Nicholas T. Moore (No. 110)          | 2 maggio 2018     | 1º giugno 2018   |
| 21 | Lawrence Dean Devlin (No. 26)      | Lawrence Dean Devlin (No. 26)        | 9 maggio 2018     | 8 giugno 2018    |
| 22 | Sutton Ross (No. 17)               | Sutton Ross (No. 17)                 | 16 maggio 2018    | 15 giugno 2018   |

## Smokey Putnum (No. 30)
- Titolo originale: Smokey Putnum (No. 30)
- Diretto da: Bill Roe
- Scritto da: Jon Bokenkamp e John Eisendrath

### Trama
Mr. Kaplan è ormai morta, ma i suoi attacchi hanno ridotto in macerie le attività di Reddington, che si trova in gravi difficoltà economiche e ha stabilito la sua nuova base in un hotel da quattro soldi. Cooper intanto è preoccupato per la sopravvivenza della Task Force, e vuole che Red gli fornisca nuovi nomi. Questi però fa presente che per potere avere le informazioni necessarie deve tornare a raggiungere la posizione privilegiata che aveva in precedenza, e in sostanza pretende che l'FBI lo aiuti in qualche modo a ricostruire il suo impero criminale. Quando Liz gli chiede un nome si trova sorprendentemente trascinata presso un garante di cauzioni, dal quale Reddington si fa dare il nome più rilevante fra i suoi casi, strappandogli un 50% della cauzione come ricompensa se riuscirà a condurlo in aula per il processo. Il nome fornitogli dal garante è quello di Smokey Putnum, che si è appropriato di due milioni di dollari del luna park presso cui lavorava. Red ed Elizabeth non hanno difficoltà a rintracciare l'uomo, ma devono poi fare i conti col fatto che il luna park è in realtà di proprietà di una brigata di neonazisti che lo sfruttano per riciclare denaro, e che ora danno la caccia a loro volta a Smokey. Nel frattempo, all'FBI arriva la notizia della morte di Laurel Hitchin; Ressler, messo sotto pressione da Cooper per essere stato fra gli ultimi a vederla viva, è preoccupato dal fatto che Preston non ne abbia fatto sparire il cadavere, ma questi gli assicura che i suoi colleghi non troveranno prove, come in effetti accade. Più tardi però Preston scoprirà ciò che Ressler gli aveva nascosto, cioè di essere lui stesso dell'FBI, e quindi lo ricatterà con la richiesta di futuri favori, facendogli presente che le prove non sono distrutte ma solo nascoste. Intanto Reddington e Liz, dopo varie peripezie incluso un accordo di compromesso con i neonazisti, riescono a consegnare Putnum per l'udienza, ma nel frattempo Red provoca la fuga di Heddie Hawkins, la contabile che doveva accusare Smokey con la sua testimonianza; in questo modo entrambi si ritrovano liberi, e Red li ingaggia per lavorare in futuro insieme a lui. Mentre la love story fra Aram e Samar sembra fare progressi, Liz ritrova a casa Tom e gli comunica che Reddington è in realtà suo padre; Tom nasconde la valigia che Mr. Kaplan gli aveva fatto recuperare.

## Greyson Blaise (No. 37)
- Titolo originale: Greyson Blaise (No. 37)
- Diretto da: Don Thorin
- Scritto da: Lukas Reiter e Jon Bokenkamp

### Trama
Mentre Liz e Tom progettano di risposarsi un'altra volta, Reddington chiede alla Task Force di aiutarlo ad entrare in affari con Greyson Blaise, un ricchissimo ladro d'arte. Per riuscirci, Red si infiltra ad un'asta a Zagabria insieme con Keen, Ressler e Navabi; qui attira l'attenzione di Blaise inventandosi di sana pianta una festa in una sua presunta villa sul Lago di Como, nella quale potrebbe mostrargli un dipinto di Rembrandt scomparso da decenni. Raymond convince, più o meno amichevolmente, una coppia italiana a prestargli la villa, mentre Ressler e Navabi vengono spediti a Parigi per cercare di recuperare il dipinto, di cui lo stesso Red aveva curato la vendita a suo tempo. Il quadro però è già stato venduto, e così Red si rivolge ad un pittore convincendolo a falsificarlo nel giro di 24 ore. Finge poi di regalare il dipinto a Blaise, salvo farlo arrestare subito dopo dai Carabinieri. Con uno stratagemma si reca poi a casa sua e riesce ad asportare un file contenente delle prove contro di lui, nonché la collana di Napoleone che Greyson aveva rubato poco tempo prima; consegnerà poi questi oggetti a Cooper per placare la sua ira, facendogli intravedere la possibilità di arrestare a sua volta Blaise quando gli italiani scopriranno che il dipinto era falso. Red ha prelevato anche un prezioso penny che Greyson aveva acquistato a Zagabria per tre milioni, e che si tiene per sé. Nel frattempo Tom sta cercando di identificare i resti nella valigia; dopo che Nick gli ha rifiutato il suo aiuto per timore di Red, riesce a rintracciare un certo Dennison, solo per vederlo uccidere da Reddington che a sua volta è a caccia della valigia e non sa che è in possesso di Tom; prima di morire Dennison riesce a dire a Tom di trovare un certo Oleander.

## Rebecca Thrall (No. 76)
- Titolo originale: Miss Rebecca Thrall (No. 76)
- Diretto da: Adam Weisinger
- Scritto da: Jonathan Shapiro e Taylor Martin

### Trama
Reddington richiama l'attenzione della Task Force sull'omicidio di un ricercato commesso da un poliziotto a Baltimora; apparentemente avvenuto per legittima difesa, in realtà è stato commissionato. L'FBI scopre che la vittima aveva ceduto una rendita alla Waterday Financial in cambio di una cifra molto inferiore, e che la stessa società aveva concesso un prestito al poliziotto che lo ha ucciso. Quando emerge che altri casi simili si erano verificati e che la Waterday aveva stipulato polizze sulla vita di tutte le vittime, il disegno diventa chiaro. In realtà dietro l'operazione c'è Rebecca Thrall, amante del direttore della società; è lei ad ingaggiare i poliziotti per gli omicidi e a pagare le ricompense; quando capisce che l'FBI ha scoperto la trama, la donna uccide il suo amante; intanto aveva già ingaggiato un'altra poliziotta per eliminare la prossima vittima, ma Aram profilando le casistiche riesce a individuare di chi si tratta, per cui Keen e Navabi arrivano appena in tempo per impedire l'omicidio; in seguito la poliziotta stabilisce un nuovo incontro con Rebecca, che si presenta con l'intenzione di ucciderla ma trova invece la Task Force ad arrestarla. Nel frattempo Ressler è sotto ricatto da Preston, che lo costringe a recuperare dal deposito della Polizia un'auto contenente un cadavere; questo lo inquieta molto per le prospettive future. Intanto Reddington continua a lavorare per ricostruire la sua fortuna: quando un certo Rivera si fa vivo per reclamare una consegna di armi che lui non ha, elabora un ingegnoso piano con l'aiuto di Smokey e Heddie: contatta un tale Adika per fingere di volere acquistare una partita di armi e gli lascia Tom come ostaggio, poi mette in scena un finto blitz dell'FBI per catturare lo stesso Adika; in questo modo consegna il trafficante alla Task Force e si impossessa delle armi senza pagarle, nonché dell'aereo di Adika. Nel frattempo anche Tom continua a darsi da fare per identificare i resti nella valigia: dopo l'iniziale rifiuto Nick si offre di aiutarlo e lo mette in contatto con un esperto che accetta di esaminare le ossa e dichiara di essere riuscito ad estrarre del dna da un dente. Reddington invece ha una sibillina conversazione con Ressler da cui si può sospettare che sappia qualcosa sulla morte di Laurel Hitchin.

## Il finalizzatore (No. 44)
- Titolo originale: The Endling (No. 44)
- Diretto da: Michael Watkins
- Scritto da: Noah Schechter

### Trama
Il finalizzatore è in realtà una donna, che opera per distruggere tesori di valore mondiale facendo in modo che di ciascuno rimanga un solo esemplare, in modo da moltiplicare il suo valore. Dopo l'eliminazione di un prezioso stallone da monta che aveva ingravidato una sola femmina, Reddington richiama l'attenzione della Task Force sul caso; le indagini portano ad individuare una Principessa del Montenegro come prossima vittima, ma in realtà Alma (la "finalizzatrice") rapisce Ana, un'assistente della Principessa. Emerge poi che questa ragazza è portatrice di un rarissimo gruppo sanguigno, il cosiddetto "sangue d'oro", compatibile con tutti gli altri, e che seguiva la Principessa, incinta, per poterle donare il suo sangue in caso di necessità, avendo questa a sua volta un sangue molto raro e poco compatibile. Negli Stati Uniti viene identificato un solo altro portatore di sangue d'oro: un bambino gravemente malato che avrebbe bisogno non solo di una trasfusione, ma anche di un trapianto di cuore, entrambi da persone col sangue d'oro. Il bambino è in realtà figlio naturale di Alma, che lo aveva dato in affidamento quando stava in Siria e che ora sta cercando gli altri pochissimi esseri umani con quel tipo di sangue, per poter salvare il figlio. L'intervento di Reddington insieme ad Elizabeth convince la donna a rinunciare ai suoi progetti e a togliersi lei stessa la vita perché sia il suo cuore ad essere trapiantato al figlio. Nel frattempo Reddington, abbandonato l'hotel dove risiedeva, trova un nuovo modo per fare soldi affittando case che vengono temporaneamente lasciate libere dai proprietari, sfruttando le informazioni fornite da un ufficio postale. Tom invece spera di riuscire a identificare i resti nella valigia, grazie al DNA estratto da Pete, l'uomo presentatogli da Nick; successivamente però Pete sparisce, e quando Nick va a casa sua viene ucciso da uno sconosciuto che si porta via la valigia.

## Ilyas Surkov (No. 54)
- Titolo originale: Ilyas Surkov (No. 54)
- Diretto da: Kurt Kuenne
- Scritto da: Brandon Margolis e Brandon Sonnier

### Trama
Una serie di attentati vengono rivendicati da Ilyas Surkov, un terrorista che Reddington sostiene essere morto da tempo. Quando Ressler e Keen si recano in Inghilterra per indagare sull'ultimo di questi attentati, un agente MI6 si dice certo che Surkov sia ancora vivo, e fornisce indizi che conducono a Roqan Ghaffari, un marocchino che lavora a Belgrado e che traffica con esplosivi. Samar viene allora inviata a Belgrado per contattare Roqan sotto falso nome; i due vengono rapiti da un gruppo armato, e quando la Task Force riesce a raggiungerli, il capo di questo gruppo, Tobias Reuther, dichiara di essere della CIA. I due gruppi lavorano quindi per estorcere informazioni a Ghaffari; questi confessa che Surkov gli ha chiesto di creare una bomba, quando emerge che la CIA non ha una squadra a Belgrado: Reuther e i suoi quindi si danno alla fuga dopo una sparatoria, ma l'FBI riesce a trattenere una del gruppo, Caroline Calhoun. Costei sostiene di avere lasciato la CIA qualche anno prima e di essere poi stata richiamata da Reuther, il cui vero nome è Brian Ostermann, un agente che era stato allontanato. Caroline, che era convinta di lavorare realmente per la CIA, porta l'FBI in un "luogo protetto" che però è già stato ripulito; tuttavia la Task Force riesce a trovare un indizio che permette di individuare l'obiettivo del presunto Surkov in una nave della US Navy nel porto di Norfolk, in Virginia. La task force quindi si reca lì, dove Elizabeth trova Ostermann; questi le spiega che è in realtà Leon Cox, Direttore delle Operazioni della CIA, ad effettuare operazioni sotto "false flag" sfruttando il nome di Surkov, e che lui è stato allontanato dalla CIA per essersene dissociato. Vorrebbe sparare all'agente CIA incaricato di piazzare la bomba, ma Liz lo ferisce a un braccio e quindi la bomba esplode. Cox si giustifica sostenendo che l'esplosione doveva tranciare un cavo di comunicazione che era stato manomesso dai cinesi. Nel frattempo anche Tom sta indagando sulla morte di Nick e sulla sparizione di Pete e riesce a rintracciare la fidanzata di quest'ultimo. Invece Reddington, che continua ad ampliare il suo nuovo giro di affari passando dalle case in affitto ad un negozio di toelettatura per animali, riesce a farsi consegnare gli effetti personali di Nick, fra i quali trova il suo cellulare e le chiavi della valigia con le ossa; chiama un numero trovato nel telefono, e alla risposta riconosce la voce di Tom.

## L'agenzia di viaggi (No. 90)
- Titolo originale: The Travel Agency (No. 90)
- Diretto da: Terrence O'Hara
- Scritto da: Carla Kettner

### Trama
Reddington avvisa Elizabeth di un suo conoscente, Nell Dunning, che teme di essere ucciso dall'Agenzia di Viaggi, un consorzio di killer inattivo da 12 anni. Liz e Samar non riescono ad evitare che l'uomo venga ucciso. Prima di lui, lo stesso killer aveva ucciso un altro uomo che in passato era stato titolare di un'agenzia viaggi. Dalle indagini della Task Force emerge che anche Dunning aveva lavorato per la stessa agenzia e che tutti i collaboratori sono stati uccisi, escluso uno che verosimilmente sarà la prossima vittima. Stavolta riescono a salvarlo, e questi spiega che, all'epoca, mandava un segnale ad un certo "numero 5" attraverso una casella postale. Il numero 5 è Calvin Dawson, l'uomo che sta uccidendo tutti i vecchi compagni rivivendo ogni volta la stessa giornata di 30 anni prima. Un giorno infatti una delle sue vittime, aspettandosi il suo agguato, aveva reagito riducendolo in fin di vita; in seguito al trauma aveva subito un danno cerebrale che gli impedisce la formazione di nuovi ricordi; inoltre il giorno dell'aggressione, avendo la moglie malata in ospedale, si era portato dietro le sue due bambine piccole, le quali erano rimaste poi chiuse nella sua auto ed erano morte. Successivamente sua moglie aveva scoperto la sua vita segreta, aveva ricostruito tutte le sue attività e, facendogli rivivere ogni volta la stessa giornata, lo mandava in giro ad uccidere gli altri componenti del consorzio. Quando Keen e Navabi vanno a indagare all'ufficio postale dove si trova la casella di Dawson, vengono indirizzate a una casa di cura e poi a casa di Dawson, dove trovano la stanza segreta da cui la moglie aveva orchestrato tutto; Liz intuisce quindi come sono andate le cose, mentre la signora Dawson sta portando il marito al cimitero davanti alla tomba delle figlie, di cui lui non ricorda la morte; all'arrivo dell'FBI la donna uccide il marito per essere poi uccisa a sua volta da un agente. Nel frattempo, Harold Cooper si è messo privatamente alla ricerca di Isaiah Hill, figlio di un suo amico ucciso l'anno precedente da un poliziotto. Il ragazzo si è dato alla droga ed ora è sparito; con l'aiuto di Reddington, Cooper riesce a rintracciare uno spacciatore dal quale scopre che Isaiah ha comprato una pistola; quando finalmente trova il ragazzo, questo gli spiega che ha assistito a un omicidio e teme per la sua vita; Cooper tuttavia arresta l'assassino e cerca di convincere il ragazzo a testimoniare.
Intanto Tom è sempre a caccia di Pete McGee, nonostante Red cerchi di persuaderlo che l'identità delle ossa nella valigia deve restare segreta; Lena viene minacciata da un uomo che vuole convincerla a dimenticare Pete, ma a seguito delle insistenze di Tom continua ad aiutarlo, mentre l'uomo che l'aveva minacciata non smette di tenerla d'occhio. Elizabeth convince poi Tom a celebrare improvvisamente il loro matrimonio.

## The Kilgannon Corporation (No. 48)
- Titolo originale: The Kilgannon Corporation (No. 48)
- Diretto da: Jean de Segonzac
- Scritto da: Lukas Reiter

### Trama
Una nave cinese carica di immigrati naufraga provocando la morte di 29 persone; Reddington e la Task Force indagano sul traffico di esseri umani, nel quale Red era coinvolto in passato ma da cui è stato escluso a seguito del boicottaggio di Mr.Kaplan. Dembe si infiltra a Salonicco facendosi passare per un algerino che vuole raggiungere la Germania; riesce così a scoprire che l'organizzatore è "l'Irlandese", ovvero Arthur Kilgannon, una vecchia conoscenza di Reddington che va a trovarlo a Sofia. Kilgannon gli spiega che il business è ormai nelle mani del figlio Colin e rifiuta la proposta di Red di condividere il traffico. In seguito Arthur si confronta col figlio a proposito delle condizioni in cui vengono trasportati i migranti, ma nello scontro che ne segue questi lo uccide. Dembe intanto è stato caricato su un camion che si reca in Macedonia, dove i migranti dovrebbero essere imbarcati; la Polizia locale interviene ma diversi camion, fra cui quello di Dembe, riescono ad allontanarsi per essere poi abbandonati. Reddington riesce a trovare Colin attraverso la madre, lo costringe a fornire i dati per rintracciare i camion e poi lo uccide.
In seguito arriva appena in tempo per salvare i migranti dall'avvelenamento per anidride carbonica all'interno dei camion frigoriferi. Intanto Tom e Lena sono sulle tracce di Pete; riescono a trovarlo in un motel, dove Pete spiega che non è stato lui a uccidere Nick, ma qualcuno che ha torturato anche lui; subito dopo uomini armati fanno irruzione e prendono in ostaggio i tre, che si ritrovano poi al cospetto di Ian Garvey. Costui uccide Pete e Lena, e pretende che Tom lo metta in contatto con Reddington. L'uomo che aveva minacciato Lena osserva la scena dall'esterno e informa Red della situazione.

## Ian Garvey (No. 13)
- Titolo originale: Ian Garvey (No. 13)
- Diretto da: Bill Roe
- Scritto da: John Eisendrath e Jon Bokenkamp

### Trama
Elizabeth è in allarme per la sparizione di Tom e la Task Force si mette alla sua ricerca. Risale al motel dove è stato preso in ostaggio, poi alla stazione di servizio dove Tom aveva seguito le tracce di Pete; da qui riescono a identificare lo stesso Pete, e scoprono che doveva essere interrogato sull'omicidio di Nick: Liz capisce allora che Tom stava indagando su questo. Nel frattempo, Tom finge di fissare un appuntamento con Reddington per Garvey; mentre questi si reca al luogo stabilito, Tom riesce a fuggire e viene portato in salvo da Red e Dembe. In seguito si allontana con l'inganno da Reddington portandosi dietro le ossa. A questo punto legge il risultato dell'esame del DNA e poi contatta Elizabeth dandole appuntamento per rivelarle il segreto che ha scoperto. Liz però lo trova di nuovo prigioniero di Garvey coi suoi uomini. Garvey, dopo avere accoltellato più volte Tom, se ne va con le ossa dando ordine ai suoi di uccidere i due; intervengono Red e Dembe che uccidono tre degli aggressori, ma Tom e Liz sono ormai in fin di vita. Dopo una disperata corsa in ospedale, Elizabeth finisce in coma, da cui si risveglia dopo dieci mesi, quando Reddington le dà la notizia della morte di Tom.

## Rovina
- Titolo originale: Ruin
- Diretto da: Michael Caracciolo
- Scritto da: Sean Hennen

### Trama
Dopo la morte di Tom e la sua riabilitazione fisica, Liz si è trasferita in Alaska, dove vive sotto falso nome in compagnia di un cane. Ha lasciato Agnes alle cure di sua nonna Scottie, il che ha contrariato Reddington. A lui ha chiesto di non cercarla e di continuare l'attività della Blacklist. Durante una tempesta di neve, trova un uomo gravemente ferito nel bosco; subito dopo arrivano altri quattro uomini, che affermano di essere amici del ferito e vittime di un incidente aereo. In realtà i quattro stanno dando la caccia al ferito, che è un testimone sotto protezione. Elizabeth intuisce il pericolo e, quando uno dei quattro uccide un ranger suo amico, nonché il suo cane, deve ricorrere ad elaborati stratagemmi per sopravvivere e salvare il ferito. Dopo aver ucciso i quattro uomini con trappole varie e una pistola lanciarazzi, Liz torna a casa, senza lasciare tracce della sua identità in Alaska. Si mette subito a studiare i documenti del caso di Tom, incontra Red e gli dice che vuole dare la caccia agli assassini.

## L'informatore (No. 118)
- Titolo originale: The Informant (No. 118)
- Diretto da: Paul Holahan
- Scritto da: Noah Schechter

### Trama
Un attacco terroristico uccide 57 persone in una discoteca di Toronto e il governo degli Stati Uniti si prepara a congelare i conti del gruppo che ha finanziato l'attacco. Red crede che un uomo chiamato l'Informatore, che ha ottenuto la lista dei conti, voglia farsi pagare dai loro titolari per permettere loro di spostare i fondi prima del blocco. La Task Force individua il sospetto, ma una giudice con cui afferma di avere una relazione fornisce un alibi. Red va alle Isole Cayman per identificare i titolari dei conti. La Task Force segue l'Informatore, ma Henry Prescott, di cui l'Informatore è cliente, fa pressione su Ressler perché ostacoli l'indagine. Ressler dapprima attua un depistaggio ma poi lo arresta comunque, dopodiché ha un confronto con Prescott in cui i due si scambiano minacce. Red rivela poi a Ressler di averlo messo sulle tracce dell'Informatore appositamente perché venisse messo sotto pressione da Prescott; la giudice che aveva fornito l'alibi all'Informatore è in realtà un'altra cliente di Prescott, e l'alibi era falso. Red e Ressler ottengono da lei (che poi si suicida) la vera identità di Prescott, Ressler lo arresta resistendo alla tentazione di sparargli, ma poi sarà Reddington ad ucciderlo durante un trasferimento. Ressler, il cui comportamento ha destato sospetti nei colleghi, presenta le sue dimissioni a Cooper, che però le rifiuta. Intanto Liz viene da contattata da Singleton, un detective che indaga sull'omicidio di Tom, ma è piuttosto evasiva perché vuole coprire Reddington. Continua però ad indagare per conto suo e identifica Navarro come uno degli uomini di Garvey. Lo va a trovare, e scopre così che era Nick che stava aiutando Tom, al contrario di ciò che pensava; Navarro poi la aggredisce ma rimane ucciso nella colluttazione.

## Abraham Stern (No. 100)
- Titolo originale: Abraham Stern (No. 100)
- Diretto da: Andrew McCarthy
- Scritto da: Dave Metzger e Jon Bokenkamp (soggetto); Jon Bokenkamp e John Eisendrath (sceneggiatura)

### Trama
Abraham Stern ruba a Reddington l'antico penny che questi aveva sottratto a Greyson Blaise. Stern è il funzionario prestiti di una banca alla ricerca di un nascondiglio segreto di milioni di dollari in banconote della Federal Reserve nascoste da suo padre. Il penny è uno dei quattro che sono la chiave per localizzare le banconote, e ora a Stern, che sfrutta i clienti in difficoltà per trovare e recuperare i penny, ne manca solo uno. Nel frattempo, Liz ripulisce la scena della morte di Navarro, ma lascia uno straccio insanguinato che viene sequestrato dalla polizia. Liz si sbarazza del corpo usando i metodi dello Stewmaker e trova un occhio di vetro ad alta tecnologia, ma a causa dello straccio il detective Singleton è ora sulle sue tracce. Stern si reca nel museo che custodisce il quarto penny, ma prima che riesca a rubarlo la moneta viene sequestrata dalla polizia. Reddington chiede quindi l'aiuto di Liz, che riesce a penetrare nella stanza delle prove e a recuperare sia il penny che il suo straccio insanguinato. Red si accorda allora con Stern: con i quattro penny individuano il nascondiglio nella Zecca di Denver e si accordano per dividersi il tesoro nascosto. I due penetrano nella Zecca; in un primo momento Stern tradisce Red e tenta di tenersi tutto, ma Red che si aspettava la mossa riesce a portare via il denaro e a lasciare il rivale intrappolato nella Zecca per essere arrestato. Liz ammette poi a Red di averlo indotto a chiedere il suo aiuto per poter recuperare lo straccio insanguinato e far sparire le prove a suo carico.

## Il cuoco (No. 56)
- Titolo originale: The Cook (No. 56)
- Diretto da: Solvan "Slick" Naim
- Scritto da: Peter Noah

### Trama
Red informa la Task Force di un assassino che uccide le proprie vittime attraverso il fuoco, fingendosi un piromane. La Task Force chiede l'aiuto di Earl Fagen, un piromane ex detective della squadra antincendi che si trova in carcere e che sarà poi rilasciato in cambio del suo aiuto. Le indagini portano a identificare l'assassino e a scoprire che faceva parte di un oscuro ordine religioso, il cui capo rivela che l'uomo era stato espulso dopo avere ammesso di aver fantasticato di fare del male alle donne per cui provava attrazione. La Task Force identifica la sua prossima vittima e riesce a intervenire prima che venga uccisa, mentre l'uomo si dà fuoco. Intanto Liz si fa aiutare da Red per indagare sull'occhio di vetro trovato a Navarro; i due scoprono che è un trasmettitore GPS attraverso il quale risalgono a un indirizzo dove trovano materiale tecnologico e un biglietto: "Sappiamo la verità". Red insiste per tenere nascosto il contenuto della valigia, ma Liz non demorde nella ricerca della verità.

## La mano invisibile (No. 63)
- Titolo originale: The Invisible Hand (No. 63)
- Diretto da: Andrew McCarthy
- Scritto da: Jonathan Shapiro e Lukas Reiter

### Trama
A seguito del casuale ritrovamento di alcuni corpi, Reddington mette la Task Force sulle tracce della "Mano Invisibile", un gruppo che prende di mira le persone che hanno commesso atti giudicati immorali sebbene siano legali; li uccidono e li seppelliscono a Brenford, una città fantasma abbandonata a causa dello scarico di sostanze tossiche. Mentre iniziano le indagini, la Mano sceglie il suo prossimo obiettivo: Anna Hopkins, che in passato ha lavorato per Atria Co., la società ritenuta responsabile delle morti a Brenford. Analizzando alcune foto e il passato delle vittime, la Task Force risale a Steven Altman, il leader della banda; riesce anche a localizzare dove si trova Hopkins, ma non fanno in tempo ad impedirne il rapimento; viene però catturata una componente del gruppo, che rivela come tutti i loro genitori siano stati uccisi dal cancro alle ossa, e che anche Altman ne è già malato. Alla fine la ragazza rivela il luogo in cui era già stata scavata la fossa di Anna Hopkins, e la Task Force riesce a salvarla rianimandola dopo che era stata sepolta viva, nonché ad arrestare gli altri componenti della Mano Invisibile. 
Nel frattempo, Liz è alle prese con Singleton, sempre più sospettoso nei suoi confronti dopo la sparizione dello straccio. Il detective le consegna comunque gli effetti di Tom, fra cui c'è la chiave di una cassaforte in cui Liz trova un diario con dei riferimenti al nome Oleander. Chiede informazioni a Cooper e questi le spiega che Oleander è il nome di un agente russo attivo durante la guerra fredda: le dà il suo indirizzo e Liz va a trovarlo: si tratta di Dominic Wilkinson, ovvero il nonno di Elizabeth. Costui però nega di essere stato un agente, e dice di avere conosciuto bene Katarina Rostova senza svelare di esserne il padre; rivela però che qualcuno vuole tenere nascosto ciò che le è successo; dopo la visita di Liz contatta Reddington per avvisarlo e invitarlo a rivelarle "il segreto".
Intanto Reddington dà una mano al suo socio Anthony, che si è messo nei guai con uno spacciatore che vuole ucciderlo. Mentre si dà da fare per risolvere la situazione, lo spacciatore lo informa che il Sindacato Nash è protetto dalla polizia. Risale poi al Fabbricante di Giocattoli, che aveva costruito le strumentazioni usate dalla Mano Invisibile ma anche l'occhio di vetro di Navarro recuperato da Liz. Red e Liz vanno a trovarlo: lui non ha idea di chi gli avesse ordinato l'oggetto, ma Red ne trae l'impressione che si trattasse di un poliziotto. Liz chiede allora a Cooper di poter tornare in servizio, e quando Singleton chiama Garvey per dirgli che la Keen può diventare un problema, si vede alla cintura di Garvey il distintivo degli U.S. Marshalls.

## Mister Raleigh Sinclair III (No. 51)
- Titolo originale: Mr. Raleigh Sinclair III (No. 51)
- Diretto da: Christine Gee
- Scritto da: Kelli Johnson

### Trama
Reddington spinge la Task Force ad indagare su un soggetto chiamato Alibi che aiuta i clienti a commettere omicidi e rimanere impuniti costruendo per loro solidi alibi falsi. Aram si accorge che gli alibi vengono fabbricati usando dei sosia dei sospettati. Nel frattempo, Liz inizia a vedere una psicologa, la Dottoressa Sharon Fulton, che deve darle l'ok per il reintegro in servizio, ed esprime desiderio di vendetta per la morte di Tom. La dottoressa vuole parlare con Red, che obbedisce con riluttanza e ha un duro confronto con lei nel quale la invita a valutare Liz e non lui. La Task Force identifica uno dei sosia, un senzatetto di nome Kahil Shula che è scomparso. Red trova un'amica di Shula, che identifica l'uomo che lo ha fatto salire su un'auto come Raleigh Sinclair III. Ressler e Samar trovano a casa di Sinclair le prove del suo prossimo obiettivo e riescono a impedire al suo cliente di uccidere la ex moglie. Red però permette a Sinclair di fuggire, facendosi consegnare in cambio la lista dei suoi clienti, molti dei quali ancora processabili, e consegna la lista alla Task Force. Liz prende in confidenza il detective Singleton, che ignora i piani di Garvey di servirsi di lui per arrivare a Red e Liz; lei lo porta all'Ufficio Postale, dove gli illustra il rapporto della Task Force con Reddington.

## Pattie Sue Edwards (No. 68)
- Titolo originale: Pattie Sue Edwards (No. 68)
- Diretto da: Donald Thorin, Jr.
- Scritto da: Carla Kettner

### Trama
La Task Force, spinta da Reddington, indaga sull'intossicazione di molte persone avvenuta in un locale di New York; Aram identifica la colpevole in Patricia Sue Edwards, una biochimica che in passato ha lavorato al Centro di studio medico per le malattie infettive dell'esercito americano. Pattie Sue era moglie di un Navy Seal che era stato ucciso quando era stato scoperto a rubare oppio sequestrato in Siria. Il Center for Disease Control and Prevention mette l'area in quarantena, ma quando il dna dell'agente patogeno viene introdotto nel sistema informatico si rivela un virus digitale, provocando un attacco informatico. Aram si introduce nella server farm e scopre che Pattie Sue sta cercando qualcuno: si tratta di James Cronin, l'uomo che ha ucciso suo marito, che è anche il vero autore del furto di oppio. La donna si reca quindi a casa sua e lo infetta, chiedendogli di ammettere le sue colpe in cambio dell'antidoto. Cronin però reagisce e nella colluttazione si rompe l'inalatore dell'antidoto; i due cercano allora di recarsi a casa di Pattie Sue per recuperare altro antidoto, ma la loro auto viene intercettata da Ressler, che costringe Cronin ad ammettere le proprie responsabilità e consente quindi al marito di Edwards di essere riabilitato. Nel frattempo Liz, insieme a Cooper e Singleton, mette a punto un piano per far uscire allo scoperto l'assassino di Tom. Fingendo di avere un incontro con Damasco, il fantomatico uomo considerato il responsabile dell'omicidio, Elizabeth e Singleton intercettano una chiamata da cui risalgono ad un telefono custodito nella scrivania di Garvey, ottenendo quindi le prove della sua colpevolezza.
Intanto Reddington è alle prese con un accertamento fiscale: mentre si dà da fare per corrompere l'incaricato dell'indagine, si rivolge ad Earl Fagen inizialmente per dare fuoco al suo negozio per animali; quando poi l'indagine viene affidata ad una persona diversa, decide invece di bruciare l'edificio del fisco in cui erano custoditi i suoi dati. Infine Singleton viene trovato ucciso, e sulla scena del crimine Liz riconosce in Garvey l'assassino di Tom.

## Il killer del capricorno (No. 19)
- Titolo originale: The Capricorn Killer (No. 19)
- Diretto da: Bill Roe
- Scritto da: Taylor Martin

### Trama
In Pennsylvania viene commesso un omicidio che richiama il caso del Killer del Capricorno, un serial killer mai catturato che aveva ucciso sette persone in passato e del cui caso si era occupata anche Elizabeth: per questo motivo l'agente dell'FBI Brandon Graves richiede la sua collaborazione. Dalle indagini emerge che la vittima dell'omicidio è proprio il serial killer, il cui assassino ha emulato la sua tecnica. Quando un altro serial killer viene ucciso con il proprio modus operandi, Liz si convince che il colpevole, essendo a conoscenza di dettagli mai resi noti, sia un profiler dell'FBI. Elizabeth è intanto sempre alle prese con la dottoressa Fulton nel suo percorso di riabilitazione al servizio, durante il quale evoca il ricordo del suo primo caso irrisolto. Riesce poi a consultare, con l'aiuto di Red, le cartelle cliniche dei profiler, e identifica Anthony Hollis come possibile responsabile degli omicidi. Si mette sulle sue tracce ma Hollins la cattura e la porta in una capanna isolata dove trova la dottoressa Fulton, che si rivela essere la mandante di questi omicidi; aveva reclutato Hollis e ora vorrebbe reclutare la stessa Liz. Nella capanna è tenuto prigioniero l'Omino del Sonno, cioè proprio il responsabile del primo caso irrisolto di Elizabeth; mentre la dottoressa le chiede di ucciderlo, fa irruzione l'FBI che uccide Hollis e mette in fuga Fulton, senza che Ressler e Samar facciano in tempo a vederla. Liz la insegue e riesce a raggiungerla ma poi decide di lasciarla andare. Nel frattempo Aram è alle prese con un testimone che ha visto Garvey uccidere Singleton; durante un trasporto però la sua auto viene attaccata e il testimone portato via. Liz è convinta che il responsabile sia Garvey, ma in realtà è Reddington che continua a fare il doppio gioco per mantenere nascosto il contenuto della valigia; è lui ad avere prelevato il testimone per evitare che Garvey venga processato e tentare di farsi restituire la valigia. Intanto Elizabeth ha finalmente riottenuto il suo distintivo, grazie al parere positivo della dottoressa Fulton. A proposito del fatto di averla lasciata fuggire, Liz le confida di voler contare su di lei per il futuro.

## Anna-Gracia Duerte (No. 25)
- Titolo originale: Anna-Gracia Duerte (No. 25)
- Diretto da: Michael Caracciolo
- Scritto da: Lukas Reiter e Jonathan Shapiro

### Trama
Jerry Jawal, un contrabbandiere che lavora per il Sindacato Nash, viene assassinato durante un'apparente rapina, subito prima di consegnare a Reddington un libro contabile fondamentale per dimostrare il coinvolgimento di Garvey: Red si rivolge quindi alla Task Force. Ressler e Samar indagano e scoprono che la moglie di Jawal è una sposa bambina adolescente; Aram trova sul suo computer una chat segreta nella quale appare un "angelo custode" che interviene per "liberare" le spose bambine. Red riesce a scoprire il nome della prossima vittima e così Ressler riesce a salvarlo; la killer viene poi identificata come Anna Gracia Duerte, una diciassettenne che era stata a sua volta una sposa bambina, entrata negli USA a 13 anni insieme al marito, da cui era stata violentata e a cui era stata data in sposa per soffocare lo scandalo. Quando viene catturata minaccia di suicidarsi, ma poi si lascia portare via e Samar riesce a convincere il procuratore ad accusarla come minore in modo da avere una pena ridotta. Nel frattempo Elizabeth ha scoperto che è stato Reddington a rapire il testimone dell'omicidio di Singleton, e questo porta all'ennesimo scontro con lui sulla faccenda della valigia; in seguito, indagando per ritrovare il testimone, Liz finisce in una trappola di Garvey, da cui è proprio Red a salvarla. Mentre Aram e Samar sono alle prese con qualche malinteso sull'evoluzione della loro relazione, Red con l'aiuto di Liz riesce a recuperare il libro contabile che dovrebbe accusare Garvey.

## Zarak Mosadek (No. 23)
- Titolo originale: Zarak Mosadek (No. 23)
- Diretto da: Terrence O'Hara
- Scritto da: Sean Hennen

### Trama
Dal registro contabile che ha recuperato, Red identifica Zarak Mosadek, viceministro afgano, come il fornitore di droga di Garvey. Il figlio di questi viene rapito a Parigi dai talebani che sospettano che lui sia un informatore della CIA; Mosadek quindi si reca a Parigi con un riscatto in diamanti, e a Parigi si reca anche Reddington con Ressler e Navabi. I tre rapiscono Mosadek e Red gli propone di tagliare i ponti con Garvey in cambio della liberazione del figlio. Quando Mosadek cerca di liberare il ragazzo viene imprigionato dagli stessi rapitori, che vogliono sapere i nomi degli altri collaboratori degli americani. Tuttavia i due vengono liberati grazie all'intervento di Ressler e Navabi, e poi di Reddington, che gli chiede di organizzare un incontro con Garvey.
Intanto Elizabeth sta indagando a modo suo su Garvey; con l'aiuto di Aram riesce a recuperare un file degli affari interni che contiene informazioni su di lui e scopre che si reca regolarmente in un locale di Baltimora. Liz e Aram quindi lo seguono in una delle sue sortite in questo locale, dove lo vedono sostare a lungo da solo e poi andarsene salutando una ragazza. Alla chiusura del locale Elizabeth si presenta alla ragazza e cerca di metterla in guardia su Garvey, ma lei spiega che lui l'ha protetta da suo padre e l'ha inserita in un programma di protezione testimoni. Sostiene che suo padre sia Raymond Reddington.

## Ian Garvey (No. 13): conclusione
- Titolo originale: Ian Garvey: Conclusion (No. 13)
- Diretto da: Cort Hessler
- Scritto da: Carla Kettner e Katie Bockes

### Trama
Mentre si prepara l'incontro fra Garvey e Reddington, Mosadek finge di appoggiare Red ma in realtà complotta con Garvey per ucciderlo; Elizabeth vorrebbe che Lilian, la sua nuova sorella che sostiene di chiamarsi in realtà Jennifer, la aiutasse ad arrestare Garvey; lei però non è d'accordo. Reddington preannuncia a Liz che sta per riottenere la borsa da Garvey, e i due si scontrano di nuovo sulla questione. Quando Lilly incontra nuovamente Garvey lui capisce che Liz le ha parlato; Liz però ha messo una cimice sulla giacca di Lilly e quindi sente Garvey esprimere l'intenzione di uccidere Red; questi si rivolge a Raleigh Sinclair e gli chiede di creare un sosia. All'incontro Garvey, dopo avere dichiarato ad alta voce di avere ucciso Singleton e Tom, non spara a Reddington ma a Mosadek, dopodiché riesce a fuggire. Emerge però che non si trattava di Garvey ma del sosia creato da Reddington e Sinclair all'insaputa dell'FBI. Il vero Garvey è prigioniero di Red e Dembe, ma in seguito riesce a fuggire dall'auto su cui lo stavano trasportando; va a Baltimora da Lilly, dove si trova nascosta anche Liz. Anche Reddington li raggiunge, e nel rendez-vous che ne consegue Garvey sembra intenzionato a rivelare qualcosa a Liz, provocando l'ira di Red. Lilly-Jennifer tenta di difendere Garvey, ma l'intervento di Dembe dà il via ad una sparatoria nella quale Garvey rimane colpito e muore senza che Elizabeth riesca a farsi dire ciò che sapeva. Nel frattempo, Aram e Samar hanno ormai rotto.

## Nicholas T. Moore (No. 110)
- Titolo originale: Nicholas T. Moore (No. 110)
- Diretto da: Solvan "Slick" Naim
- Scritto da: Jon Bokenkamp e Lukas Reiter

### Trama
Reddington continua ad andare a caccia della borsa con le ossa, convinto che Garvey l'abbia lasciata a Jennifer o a sua madre. La ragazza, in collera con lui per averle abbandonate, nega di avere la borsa e gli svela anche che la madre è morta da tempo. Red allora contatta Judson, un uomo di Garvey che si trova in prigione, il quale gli rivela che Garvey aveva portato la borsa in Costarica; Red ci manda Smokey a cercarla. Nel frattempo, per distrarre Elizabeth dalla questione, Red l'ha indotta ad interessare la Task Force del caso di una bambina trovata da sola in una foresta. La bambina è malata di leucemia ma sembra apparire da un'altra epoca; in effetti arriva da una comunità che vive nei boschi, dalla quale il padre aveva cercato di fuggire con lei. La
comunità è governata da Nicholas T. Moore, autore decenni prima del romanzo post-apocalittico "L'era del contagio", che ha convinto un gruppo di persone a vivere isolate da un mondo che sostiene essere "infetto", come se il suo libro fosse realtà. Il padre della bambina viene catturato e bruciato sul fuoco, in base alla regola della comunità per cui chi viene a contatto con l'esterno deve essere "purificato"; Moore manda anche un uomo a recuperare la bambina, che viene rapita dall'ospedale in cui è ricoverata sotto gli occhi di Liz e Samar. Proprio Samar, nel tentativo di sventare il rapimento, viene portata via insieme alla bambina; quando successivamente la Task Force fa irruzione nella comunità, riesce a salvare la bambina e ad aprire gli occhi a tutti i componenti sull'inganno che hanno subito; Samar però non si trova da nessuna parte.

## Lawrence Dean Devlin (No. 26)
- Titolo originale: Lawrence Dean Devlin (No. 26)
- Diretto da: Bethany Rooney
- Scritto da: Carla Kettner e Sean Hennen

### Trama
La Task Force cerca di scoprire il nome dell'uomo che ha sequestrato Samar; Moore lo rivela ad Aram in cambio di un volume del Nuovo Testamento nel quale ha nascosto una pastiglia di cianuro che userà per suicidarsi. Nel frattempo Samar lotta per liberarsi, ma rimane seriamente ferita a seguito di un incidente. La Task Force riesce a localizzare Lawrence Devlin, il rapitore, che viene sbranato da un orso mentre il furgone in cui si trova Samar rotola giù per una scarpata e finisce in un fiume; la ragazza, impossibilitata a liberarsi, rischia di annegare ma Aram riesce a trovarla e a trascinarla fuori. Samar viene portata in ospedale, e si trova in stato comatoso quando Aram le chiede di sposarlo rimettendole l'anello. 
Intanto Reddington, impegnato nella caccia alla borsa, si reca in Costarica, convinto di trovarla ad un'asta dove però la borsa non c'è. Riesce a parlare col responsabile e a visionare un filmato nel quale vede Garvey con un certo Sutton Ross, che lui credeva fosse morto ma che deduce fosse stato nascosto da Garvey. Elizabeth però ha seguito Red in Costarica e anche lei riesce a visionare il filmato; per l'ennesima volta i due si scontrano a proposito della borsa.

## Sutton Ross (No. 17)
- Titolo originale: Sutton Ross (No. 17)
- Diretto da: Bill Roe
- Scritto da: John Eisendrath, Jon Bokenkamp e Lukas Reiter

### Trama
Sutton Ross mette in scena un'audace rapina per ottenere informazioni su una rivoluzionaria invenzione dello scienziato Ravi Desai. Siccome lo stesso Desai è necessario per utilizzare i dati, la Task Force si attiva per prevenire il suo rapimento da parte di Ross. Red lo rintraccia tramite il suo sarto, ma Ross riesce a catturare Desai. Liz e Red vanno all'inseguimento, ma Liz si schianta con la macchina e Red si impadronisce dell'autista di Ross che lei aveva arrestato. La Task Force riesce a scoprire dove Ross incontrerà le persone a cui vuole vendere l'invenzione, e Ressler si presenta all'appuntamento: così Ross e i suoi uomini vengono catturati e Desai messo in salvo. Reddington minaccia Cooper di mettere fine alla collaborazione se non gli lascia Ross; questi prende Liz in ostaggio e fugge dall'Ufficio Postale. Propone poi a Reddington di scambiare la vita di Liz con la sua, e Red accetta. Si reca quindi all'appuntamento seminando la Task Force che lo pedinava; sta per rivelare la verità a Elizabeth quando la Task Force fa irruzione e cattura Ross, che però subito dopo viene ucciso da Red che fugge con la borsa. Si reca poi dal nonno di Liz dove brucia le ossa, nell'estremo tentativo di nascondere la verità, che però Elizabeth ormai conosce: infatti il suo rapimento da parte di Ross era stata una messa in scena, e questi le aveva svelato che la borsa conteneva le ossa del vero Raymond Reddington. L'uomo che si fa chiamare Reddington è quindi in realtà un impostore.
Intanto Samar si è svegliata dal coma e accetta di sposare Aram.